# 铠甲勇士之雅塔莱斯
《铠甲勇士之雅塔莱斯》（英語：Armor Hero Altas），是奥飞动漫投资拍摄的特摄电影，是《鎧甲勇士》系列第五部作品，于2014年8月7日凌晨发布先行版预告片，于2014年10月1日于中国大陆上映，並於2014年10月31日在各大視頻網站開始網絡免費播映。
本作与电视版《铠甲勇士拿瓦》同时拍摄，主要角色亦沿袭电视版，和《鎧甲勇士之帝皇俠》一樣，主要是以电视版最後出場的鎧甲勇士：鎧甲勇士雅塔萊斯和鎧甲勇士特魯為主角。
与前作电影的340万相比，本作的票房高达4439.09万，为目前系列电影中最高一次。

## 故事簡介
電影《铠甲勇士之雅塔莱斯》繼續了電視劇版本《铠甲勇士拿瓦》中的劇情：在鎧甲勇士的努力下，地球上的喪暴病毒和歐克瑟終於被消滅，同時因為事件的始作俑者：馬天和李笑愁的野心而失控的天天好集團亦被非常犯罪控制局(UCA)接管，而李笑愁而在與鎧甲勇士雅塔萊斯一戰後一個月傷重不治而死亡。而當日對抗歐克瑟的端木燕一行人亦開始了新的生活。
然而，平凡的生活有時就不能滿足某些人；在舊日搭擋馬靈靈的慫恿下，端木與她共同去調查一宗由一對雌雄大盜所引起的連續盜墓案，不過在調查途中，卻在一個古墓中目睹了體內潛藏著千年喪暴病毒的歐克瑟親王：拉姆達和符艾的復活，然後二大親王輕易占領關押著喪暴病毒感染者的UCP控制所，並使眾多感染者再次成為歐克瑟外，更妄圖更進一步使全地球的人類都成為歐克瑟。即使控制局派出旗下的D衛隊和鎧甲勇士特魯進攻控制所仍屢受敗績。
及後拉姆達和符艾更利用前來談判的馬青山潛出被D衛隊包圍的控制所，準備攻入南博市市中心。為此端木、青山、馬闊海和柯勝四人決意使用六套超級鎧甲，利用自然和科技的力量阻止這批可怕的歐克瑟迎頭痛擊。不料，拉姆達卻醞釀著另一個巨大的陰謀——

## 人物介绍

### 主要人物
端木燕/端木 (許峰 飾)
本作第一男主角，本作雅塔莱斯的召唤者。
在本篇以雅塔莱斯的力量拯救了南博市的危机後，與闊海共同開設了拉面屋快樂屋第二分店，並負責拉面的部份。
在電影開端在靈靈的慫恿下和她共同去調查一宗由一對雌雄大盜所引起的連續盜墓案，繼而引發今次事件。
前期的性格對比電視版來說相差甚大：自大、目中无人，認為所有欧克瑟都該消滅，認為与追求欧克瑟与人和平共处的青山是弱者，更對他和曾经身为欧克瑟的灵灵恶语相向。
後期与马灵灵在争吵一番以后，便开始反省自己；为了试着去相信青山的理念而护送他進UCP控制所与拉姆达谈判，被警方光爆弹击中数枪而重伤。
而其也在与一位快樂屋員工的兒子的对话中了解了雅塔莱斯真正的力量，前往与拉姆达进行最终决战。
馬靈靈/靈靈 (曹曦月 飾)
本作女主角，前喪暴病毒感染者，在本篇後为支持兄長青山维护欧克瑟感染者权益的理念而加入暮光基金会成为其秘书。
一直都想让端木燕和马青山和好，但由于两人每次见面都会吵架所以没有结果。
在電影開端在面對日常沉悶的文書工作下，看到報紙有關由一對雌雄大盜所引起的連續盜墓案的報道，然後慫恿端木和她共同調查，繼而引發今次事件。
本作中由于端木燕在马青山的暮光基金会被人指责后冷言冷语而跟端木燕争吵，途中因端木燕以恶语相向而对其失望而离去。
而后来在受到马青山的秘密信件后得知马青山谈判失败，便照着信件所说取得了四铠甲召唤器给予阔海和柯胜。
在端木燕真正认识到自己以后似乎已经和好，在最終戰後亦約他去約會。
馬青山/青山 (曾祥程 飾)
本作第二男主角，本作特鲁的召唤者，並負責保管四元素铠甲。
由于电视版剧情中长期被感染成欧克瑟，因此在本篇後中成立了暮光基金会，初衷是为欧克瑟感染者服务的组织，活动主要为开发治疗欧克瑟病毒的药物。
而由于端木主张彻底消灭欧克瑟而和他幾乎决裂，而且中期在失去特鲁的情況下仍不願解封四元素铠甲更被端木責罵。
在拉姆达组织欧克瑟活动时引发了人民对欧克瑟本性的猜疑，使暮光基金会的存在受到争议，马青山也受到了影响。
最後在沒有餘地的情況下，决定進入UCP控制所与拉姆达谈判，途中曾遭到警方的攻击，但被端木出手相助，两人达成了一致，便只身一人前去谈判，但卻對方利用作為逃出控制所的棋子。
最後在控制所内发现了奄奄一息的李笑愁以及终极丧暴病毒的秘密，同时拾到了柯胜掉落的特鲁铠甲召唤器，以铠甲勇士特鲁的姿態支援端木等人。
柯勝 (朱嘉琦 飾)
本作第三男主角，本作特鲁和兩副月屬性鎧甲的召唤者。
本篇後加入了特警队，成为D卫队的队长，並接掌了特鲁的使用權。
在得知今次事件後，收到命令率领D卫队介入，但由于端木也想探明情况便私自让其混入队伍中，并约定其不准出手。
之後端木由于看不惯欧克瑟以警员作为人质威胁则依旧变身为雅塔莱斯，在金局长的命令下也只把雅塔莱斯赶出行动中，而后来会议中由于不满金局长对端木的行动进行斥责便与其争执，反被撤下队长一职。
在得知有秘密通道前往UCP控制所时，拷贝了通道数据并要求端木燕与其一起私自行动。
在面对符艾时不敌于其高速作战的的能力而败退，得到阔海的援助后撤退，但特鲁铠甲召唤器也遗落在了UCP控制所。
最後因為在青山决定進入UCP控制所前解封了四元素铠甲，所以接掌了兩副月屬性鎧甲的召喚權，不過在最終戰時被拉姆达擊倒。
馬闊海/闊海 (李欣澤 飾)
本作第四男主角，本作兩副日屬性鎧甲的召唤者。
在本篇後，與端木共同開設了拉面屋快樂屋第二分店，並負責燒烤的部份。
在得知今次事件後，在端木的号召下参与了对抗欧克瑟病毒的行动，由於沒有鎧甲所以只能以柯勝提供的光爆枪作支援，不過亦有擊破歐克瑟的成績
最後因為在青山决定進入UCP控制所前解封了四元素铠甲，所以接掌了兩副日屬性鎧甲的召喚權，不過在最終戰時被拉姆达擊倒。

### 其他人物
石磊/石警官 (沈渤 飾)
原南博警署特別案件調查組組長，本篇後因功晋升为警务处处长。
在得知今次事件後，與柯勝的D卫队共同介入，後在柯胜与金局长发生争执後接替成为队长。
中段幫助端木等人利誘小咪說出UCP和非常犯罪控制局的黑幕，並試圖阻止金局长下令开枪射击青山和端木。
最後在阻止拉姆达進入市區時受傷。
杜小咪/小咪 (吳永滄 飾)
原南博警署特別案件調查組組員兼特鲁的測試召唤者，本篇後因功晋升为UCP控制所所长。
在拉姆达攻入UCP控制所後被所員帶走所以並沒有成為人質，並負責支援端木等人。
其實一直知道UCP和非常犯罪控制局利用李笑愁的事實，但由於會引起恐慌所以一直隱瞞，在石警官和端木等人利誘下才說出真相。
金永強/金局長 (嚴洪雨 飾)
设定年龄为38岁，非常犯罪控制局局长，警政资历丰富，曾破获多起重大事件，也是安全局局长的候选人。
本作中参与歼灭欧克瑟行动，担任总指挥长。
刚开始剧情表现出对警方职责的执着，坚持以警方自己的力量对付欧克瑟，自满于警方自主研发的特鲁铠甲和特警配备的光爆枪，並对于雅塔莱斯的存在感到不满，厌恶其混入歼灭行动，下令让柯胜将其驱逐出行动。
后来的会议上则是对端木燕的行为强烈的斥责，而引起柯胜的不满并与其争执而撤下了柯胜的队长一职。
后段剧情中则表现出势利小人的一面，不光一切行动只是为了赚得名誉以便于让自己顺利成为安全局局长，还试图将青山“劝服”欧克瑟的功劳归为自己头上，后被拉姆达穿破腹部而死。
局長秘書 (賈玉婷 飾)
金永强的秘书，本名艾米。
同样是势利小人的性格，为了获得金局长的赏识而故意泄露秘密通道的秘密被柯胜听见，实为将铠甲勇士消灭的陷阱。

### 敵方人物
拉姆達 (李宏磊 飾)
千年喪暴病毒的歐克瑟親王之一。
過去被封在一塊玉佩上，在一對雌雄大盜盜墓時解封，並附身在男性盜匪上。
作为残存的欧克瑟，受到李笑愁体内暴俎虫的号召实行病毒行动，目的是为了提取李笑愁体内残存的暴俎虫，并要将其散播将全人类变为欧克瑟。
先是侵入UCP控制所试图寻找李笑愁，同时将UCP里关押的所有犯人都感染成了欧克瑟，而自己未能寻得李笑愁。
在偶然的机会下发现了UCP的暗道，发现了李笑愁并提取其体内病毒。
後來與假扮成马青山的符艾出现在大庭广众之下，在杀害了金局长后正式大举侵入南博市，最後與雅塔莱斯决战，並把暴俎蟲病毒注入體內以增強實力，在仍敗在力量全開的對方劍下。
符艾 (龍女 飾)
千年喪暴病毒的歐克瑟親王之一。
過去被封在一塊玉佩上，在一對雌雄大盜盜墓時解封，並附身在女性盜匪上。
跟随拉姆达参与病毒作战，本身冷酷面无表情。
自称比起讨厌铠甲更讨厌警察，因此在UCP控制所一役面對柯胜可謂毫不留情。
拥有高速移动和擬態的能力，除了一度把柯胜變成的特鲁壓倒外，還假扮成马青山和拉姆達出现在大庭广众之下。
和青山变成的特鲁的决战亦一度壓倒對方，最後大意被青山以Capture Net逆轉，並被對方消滅。
李笑愁/李總 (耿毅 飾)
原天天好集團生化病毒研究部總經理，本篇最终敌人。
体内的暴俎虫在本篇雖然与雅塔莱斯决战期間脱离李笑愁身体，但仍然有一頭暴俎虫皇在体内，所以在警方高層命令下被关押至UCP控制所进行生化试验，则对外谎称因重伤而在一个月后宣告不治死亡。
由於得知對方只會不斷抽血，所以把暴俎虫皇寄居在自己的脊椎，所以一直未被发现。
期间亦把自己身体的秘密偷偷记录下来，亦知道喪暴病毒來到地球的目是想把全人類歐克瑟化，成為和它們一樣的「宇宙高等物種」。
最後自知自己已无力回天，所以在拉姆达和符艾復活後呼喚對方，並讓對方抽走暴俎虫皇後正式死亡。

## 歌曲
- 片尾曲

《探索梦想》
- 作詞：周总
- 作曲：曾祥程
- 电影主题曲：喻佳丽
- MV演唱：蜜桃蜜儿组合

## 附註
1. ↑  , 2014-08-07  [2014-08-07], （原始内容存档于2014-10-30）
2. ↑  在電視版中飾演闊海的劉芮麟因檔期不合而辭演。
3. ↑  大概受宿主記憶影響。